# فا ماژور
فا ماژور (انگلیسی: F major) با مخفف (F) یک گام موسیقایی بر پایهٔ نت «فا» و طبق فواصل گام ماژور در موسیقی است.

## تعریف
«فا ماژور» گامی است بر پایهٔ نت فا که از نت‌های فا، سل، لا، سی بمل، دو، ر، می و اکتاو تشکیل شده است و علامت «سرکلید» آن شامل یک بمل می‌باشد.
تونالیتهٔ همسایه آن ر مینور و تونالیتهٔ موازی آن فا مینور است.
فا ماژور تونالیتهٔ پایه سازهای انتقالی کر آنگله، هورن فا، ترومپت فا و توبای واگنر باس است؛ بنابراین قطعه‌های فا ماژور برای این سازها در دو ماژور نوشته می‌شوند. بسیاری از اینها یک فاصله پنجم درست پایین‌تر از نت نوشته شده صدا می‌دهند، به استثنای ترومپت فا که یک فاصله چهارم درست بالاتر صدا می‌دهد.

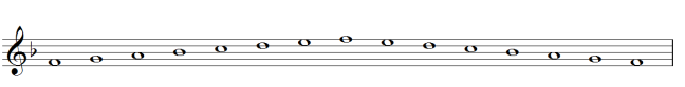
گام بالارونده و پایین رونده فا ماژور در کلید سل

## آثار در فا ماژور
- سمفونی شماره ۶ در فا ماژور اپوس ۶۸ "پاستورال" (لودویگ وان بتهوون)
- سمفونی شماره ۸ (بتهوون)
- کوارتت زهی شماره ۱ (بتهوون)
- سمفونی شماره ۳ در فا ماژور اپوس ۹۰  (یوهانس برامس)
- رکوئیم آلمانی (یوهانس برامس)
- کنسرتو پیانو شماره ۲ (دیمیتری شوستاکوویچ)
- کنسرتو شماره ۳ در فا ماژور اپوس ۸ (پاییز) (آنتونیو ویوالدی)
- چهار فصل (ویوالدی)
- کنسرتوهای براندبورگ (یوهان سباستیان باخ)
- عروسی فیگارو (ولفگانگ آمادئوس موتسارت)